# Schwanden bei Brienz
Schwanden bei Brienz (do roku 1911 oficiálně pouze Schwanden) je obec v okrese Interlaken-Oberhasli v kantonu Bern ve Švýcarsku. Žije zde 617 obyvatel.

## Geografie

Letecký pohled (1952)

Schwanden bei Brienz se nachází v pohoří Berner Oberland jižně od hory Brienzer Rothorn. Sousedními obcemi ve směru hodinových ručiček od severu jsou Giswil, Hofstetten bei Brienz, Brienz a Flühli. Brienzer Rothorn tvoří přirozenou hranici mezi Berner Oberlandem a středním Švýcarskem.
Obec se skládá z geograficky mírně diferencovaných částí Oberschwanden, Unterschwanden a Glyssen.
Obcí protékají tři potoky Glyssibach, Schwanderbach a Lammbach, které se krátce poté vlévají do Brienzského jezera. V minulosti přinášely potoky obci často neštěstí a pohromy. Aby se nebezpečí minimalizovalo, byly vybudovány rozsáhlé hráze. Tři potoky a Brienzer Rothorn jsou symbolicky znázorněny ve znaku obce.

## Historie
Obec je poprvé zmíněna roku 1374 jako Swanden. Kdysi patřila k panství Ringgenbergů, poté se Schwanden stal lénem pánů z Kienu, kteří je v roce 1374 propůjčili Bernburkům ze Scharnachtalu. Ti v roce 1568 prodali panství Bernu, který Schwanden zařadil do dolního dvora Brienz pod okrsek Interlaken. Obyvatelé chodili vždy do kostela v Brienzu. V 19. století se k chovu dobytka a salašnictví přidalo i řezbářství. Zpracování dřeva, jako je řezbářství, soustružení dřeva a truhlářství, je rozšířeno do současnosti; v obci je také továrna na houslové smyčce. Odlesnění alpské oblasti vedlo v 19. století k devastaci potoků Schwander a Lammbach. S pomocí spolkové vlády a kantonu byla oblast v 90. letech 19. století znovu zalesněna.

## Obyvatelstvo
| Vývoj počtu obyvatel | Vývoj počtu obyvatel | Vývoj počtu obyvatel | Vývoj počtu obyvatel | Vývoj počtu obyvatel | Vývoj počtu obyvatel | Vývoj počtu obyvatel | Vývoj počtu obyvatel | Vývoj počtu obyvatel | Vývoj počtu obyvatel | Vývoj počtu obyvatel | Vývoj počtu obyvatel |
| -------------------- | -------------------- | -------------------- | -------------------- | -------------------- | -------------------- | -------------------- | -------------------- | -------------------- | -------------------- | -------------------- | -------------------- |
| Rok                  | 1850                 | 1880                 | 1900                 | 1930                 | 1950                 | 1960                 | 1970                 | 1980                 | 1990                 | 2000                 |                      |
| Počet obyvatel       | 240                  | 334                  | 326                  | 303                  | 363                  | 355                  | 388                  | 433                  | 551                  | 605                  |                      |

## Doprava
Obec leží na hlavních silnicích č. 6 a 11, které vedou z Interlakenu do průsmyku Sustenpass (č. 11) a do průsmyku Grimselpass (č. 6). Nejbližší železniční stanice se nachází v nedalekém Brienzu (společnost Zentralbahn). Veřejnou dopravu zajišťují žluté autobusy Postauto.